# メヒコ州

メヒコ州
Estado Libre y Soberano de México

メヒコ州（メヒコしゅう、Estado de México）、メキシコ州は、メキシコ中央部、首都メキシコシティの北側に位置する州である。州都はトルーカ。最大の都市はエカテペック。面積は21,355km2、2010年国勢調査で州の人口は15,174,272人。
州の東部はメキシコシティ都市圏に含まれる。

## 主な都市
- エカテペック
- ネサワルコヨトル
- ナウカルパン
- トルーカ
- トラルネパントラ・デ・バス
- チマルワカン
- メテペク
- スンパンゴ
- テスココ
- テポツォトゥラン
- バジェ・デ・ブラボ
- ムニスィピオ・デ・エル・オロ
- ネストラルパン
- テキシキアック
- ハルテリコ
- アパスコ
- マリナルコ

## 姉妹都市
- 埼玉県（ 日本）